# Escala d'huracans de Saffir-Simpson
| Categoria | m/s   | nusos   | mph     | km/h    |
| --------- | ----- | ------- | ------- | ------- |
| 5         | ≥ 70  | ≥ 137   | ≥ 157   | ≥ 252   |
| 4         | 58–70 | 113–136 | 130–156 | 209–251 |
| 3         | 50–58 | 96–112  | 111–129 | 178–208 |
| 2         | 43–49 | 83–95   | 96–110  | 154–177 |
| 1         | 33–42 | 64–82   | 74–95   | 119–153 |
| TS        | 18–32 | 34–63   | 39–73   | 63–118  |
| TD        | ≤ 17  | ≤ 33    | ≤ 38    | ≤ 62    |

L'escala Saffir-Simpson d'intensitat dels huracans és una escala que mesura i classifica els huracans o ciclons tropicals d'acord amb la intensitat dels vents sostinguts. Va ser creada l'any 1969 per l'enginyer civil Herbert Saffir i el llavors director del Centre Nacional d'Huracans dels EUA, Robert Simpson.
Mentre realitzava l'estudi, Saffir s'adonà que no hi havia cap escala simple per descriure els efectes probables d'un huracà. Coneixedor de la utilitat de l'Escala de Richter per a mesurar la magnitud i els efectes dels terratrèmols, va idear una escala dividida en 5 categories: des de la categoria 1 (per als més lleus) fins a la categoria 5 (per als més severs). La classificació es faria d'acord amb la velocitat del vent, els danys que aquest podia ocasionar a les estructures i les inundacions que potencialment podien provocar els huracans.
L'escala Saffir-Simpson s'utilitza només per als huracans que es formen a l'oceà Atlàntic i a l'oceà Pacífic nord, a l'est de la línia internacional de canvi de data. Altres àrees del planeta, on els huracans reben altres denominacions (com ara ciclons o tifons) utilitzen els seus propis esquemes de classificació. Així, per exemple, a Austràlia també s'utilitza una escala de categoria 1 a 5 per a mesurar els ciclons tropicals. Ara bé, a diferència de l'escala Saffir-Simpson, les categories de severitat es decreten d'acord amb els cops o ràfegues de vent més fortes i no pas amb els vents sostinguts. Per això, les categories estan per sota de les Saffir-Simpson, i una categoria 2 de cicló tropical a Austràlia es correspondria, aproximadament, amb una categoria 1 d'huracà en l'escala Saffir-Simpson.
A més, a mesura que s'organitza un cicló tropical, passa per dues categories inicials. Aquestes no estan contingudes dins l'escala d'huracans de Saffir-Simpson, però classifiquen un cicló tropical en formació i s'utilitzen com a categories addicionals a aquesta. Es tracta de la depressió tropical —un sistema organitzat de núvols i tempestes elèctriques amb una circulació tancada i definida— i la tempesta tropical —un sistema organitzat de fortes tempestes elèctriques amb una circulació ben definida que mostra la distintiva forma ciclònica.
| Depressió tropical | Velocitat del vent | 0-17 m/s | 0-62 km/h | 0-33 kt | 0-38 mi/h |
| Depressió tropical | Maror              | 0 m | 0 m | 0 ft | 0 ft |
| Depressió tropical | Pressió central    | >980 hPa | >980 hPa | >28,94 pulg Hg | >28,94 pulg Hg |
| Depressió tropical | Danys potencials   | Pluges que poden arribar a causar greus danys i fins i tot inundacions. | Pluges que poden arribar a causar greus danys i fins i tot inundacions. | Pluges que poden arribar a causar greus danys i fins i tot inundacions. | Pluges que poden arribar a causar greus danys i fins i tot inundacions. |
| Depressió tropical | Exemples           | Depressió tropical deu de 2007 - Depressió tropical set de 1999. | Depressió tropical deu de 2007 - Depressió tropical set de 1999. | Depressió tropical deu de 2007 - Depressió tropical set de 1999. | Depressió tropical deu de 2007 - Depressió tropical set de 1999. |
| Tempesta tropical  | Velocitat del vent | 18–32 m/s | 63–118 km/h | 34–63 kt | 39–73 mph |
| Tempesta tropical  | Maror              | 0–3 m | 0–3 m | 0-12 ft | 0-12 ft |
| Tempesta tropical  | Pressió central    | >980 hPa | >980 hPa | >28.94 "Hg | >28.94 "Hg |
| Tempesta tropical  | Danys potencials   | Pluges abundants que poden provocar inundacions devastadores. Vents forts que poden generar tornados. | Pluges abundants que poden provocar inundacions devastadores. Vents forts que poden generar tornados. | Pluges abundants que poden provocar inundacions devastadores. Vents forts que poden generar tornados. | Pluges abundants que poden provocar inundacions devastadores. Vents forts que poden generar tornados. |
| Tempesta tropical  | Exemples           | Tempesta tropical Agatha - Tempesta tropical Andrea - Tempesta tropical Allison - Tempesta tropical Alma - Tempesta tropical Charley - Tempesta tropical Erika - Tempesta tropical Arthur - Tempesta tropical Bertha - Tempesta tropical Cristóbal - Tempesta tropical Fay - Tempesta tropical Beta. | Tempesta tropical Agatha - Tempesta tropical Andrea - Tempesta tropical Allison - Tempesta tropical Alma - Tempesta tropical Charley - Tempesta tropical Erika - Tempesta tropical Arthur - Tempesta tropical Bertha - Tempesta tropical Cristóbal - Tempesta tropical Fay - Tempesta tropical Beta. | Tempesta tropical Agatha - Tempesta tropical Andrea - Tempesta tropical Allison - Tempesta tropical Alma - Tempesta tropical Charley - Tempesta tropical Erika - Tempesta tropical Arthur - Tempesta tropical Bertha - Tempesta tropical Cristóbal - Tempesta tropical Fay - Tempesta tropical Beta. | Tempesta tropical Agatha - Tempesta tropical Andrea - Tempesta tropical Allison - Tempesta tropical Alma - Tempesta tropical Charley - Tempesta tropical Erika - Tempesta tropical Arthur - Tempesta tropical Bertha - Tempesta tropical Cristóbal - Tempesta tropical Fay - Tempesta tropical Beta. |

## Taula de categories
Les cinc categories són, per ordre de creixent intensitat:
| Categoria | Vents sostinguts    | 33–42 m/s | 119–153 km/h | 64–82 nusos | 74–95 mph |
| Categoria | Alçada de la mar    | 1.2–1.5 m | 1.2–1.5 m | 4–5 ft | 4–5 ft |
| Categoria | Pressió atmosfèrica | 980 hPa | 980 hPa | 980 hPa | 980 hPa |
| Categoria | Danys potencials    | Danys en estructures mòbils, petites inundacions en zones costaneres amb embarcacions malmeses. Danys en l'agricultura (arbres i plantacions). Pocs desperfectes en estructures sòlides.                                                                                        | Danys en estructures mòbils, petites inundacions en zones costaneres amb embarcacions malmeses. Danys en l'agricultura (arbres i plantacions). Pocs desperfectes en estructures sòlides.                                                                                        | Danys en estructures mòbils, petites inundacions en zones costaneres amb embarcacions malmeses. Danys en l'agricultura (arbres i plantacions). Pocs desperfectes en estructures sòlides.                                                                                        | Danys en estructures mòbils, petites inundacions en zones costaneres amb embarcacions malmeses. Danys en l'agricultura (arbres i plantacions). Pocs desperfectes en estructures sòlides.                                                                                        |
| Categoria | Exemple d'huracans  | Huracà Agnes – Huracà Danny – Huracà Gaston – Huracà Katrina (abans de passar pel Golf de Mèxic) | Huracà Agnes – Huracà Danny – Huracà Gaston – Huracà Katrina (abans de passar pel Golf de Mèxic) | Huracà Agnes – Huracà Danny – Huracà Gaston – Huracà Katrina (abans de passar pel Golf de Mèxic) | Huracà Agnes – Huracà Danny – Huracà Gaston – Huracà Katrina (abans de passar pel Golf de Mèxic) |
| Categoria | Vents sostinguts    | 43–49 m/s | 154–177 km/h | 83–95 nusos | 96–110 mph |
| Categoria | Alçada de la mar    | 1.8–2.4 m | 1.8–2.4 m | 6–8 ft | 6–8 ft |
| Categoria | Pressió atmosfèrica | 965-979 hPa | 965-979 hPa | 965-979 hPa | 965-979 hPa |
| Categoria | Danys potencials    | Danys notables en teulades, portes i finestres. Danys greus en l'agricultura i estructures mòbils. Inundacions importants en zones costaneres amb desperfectes en ports. | Danys notables en teulades, portes i finestres. Danys greus en l'agricultura i estructures mòbils. Inundacions importants en zones costaneres amb desperfectes en ports. | Danys notables en teulades, portes i finestres. Danys greus en l'agricultura i estructures mòbils. Inundacions importants en zones costaneres amb desperfectes en ports. | Danys notables en teulades, portes i finestres. Danys greus en l'agricultura i estructures mòbils. Inundacions importants en zones costaneres amb desperfectes en ports. |
| Categoria | Exemple d'huracans  | Huracà Bob – Huracà Bonnie – Huracà Frances– Huracà Juan | Huracà Bob – Huracà Bonnie – Huracà Frances– Huracà Juan | Huracà Bob – Huracà Bonnie – Huracà Frances– Huracà Juan | Huracà Bob – Huracà Bonnie – Huracà Frances– Huracà Juan |
| Categoria | Vents sostinguts    | 50–58 m/s | 178–209 km/h | 96–113 nusos | 111–130 mph |
| Categoria | Alçada de la mar    | 2.7–3.7 m | 2.7–3.7 m | 9–12 ft | 9–12 ft |
| Categoria | Pressió atmosfèrica | 945-964 hPa | 945-964 hPa | 945-964 hPa | 945-964 hPa |
| Categoria | Danys potencials    | Danys estructurals importants en edificis i destrucció d'aquells que són poc consistents. Inundacions importants en zones costaneres amb destrucció d'edificacions pròximes. Penetració de les inundacions terra endins.                                                        | Danys estructurals importants en edificis i destrucció d'aquells que són poc consistents. Inundacions importants en zones costaneres amb destrucció d'edificacions pròximes. Penetració de les inundacions terra endins.                                                        | Danys estructurals importants en edificis i destrucció d'aquells que són poc consistents. Inundacions importants en zones costaneres amb destrucció d'edificacions pròximes. Penetració de les inundacions terra endins.                                                        | Danys estructurals importants en edificis i destrucció d'aquells que són poc consistents. Inundacions importants en zones costaneres amb destrucció d'edificacions pròximes. Penetració de les inundacions terra endins.                                                        |
| Categoria | Exemple d'huracans  | Huracà Fran – Huracà Isidore – Huracà Jeanne | Huracà Fran – Huracà Isidore – Huracà Jeanne | Huracà Fran – Huracà Isidore – Huracà Jeanne | Huracà Fran – Huracà Isidore – Huracà Jeanne |
| Categoria | Vents sostinguts    | 59–69 m/s | 210–249 km/h | 114–135 nusos | 131–155 mph |
| Categoria | Alçada de la mar    | 4.0–5.5 m | 4.0–5.5 m | 13–18 ft | 13–18 ft |
| Categoria | Pressió atmosfèrica | 980 hPa | 980 hPa | 980 hPa | 980 hPa |
| Categoria | Danys potencials    | Esfondrament d'algunes construccions sòlides i destrucció total d'estructures febles. Erosió de les zones costaneres amb inundacions severes que poden penetrar alguns quilòmetres terra endins.                                                                                | Esfondrament d'algunes construccions sòlides i destrucció total d'estructures febles. Erosió de les zones costaneres amb inundacions severes que poden penetrar alguns quilòmetres terra endins.                                                                                | Esfondrament d'algunes construccions sòlides i destrucció total d'estructures febles. Erosió de les zones costaneres amb inundacions severes que poden penetrar alguns quilòmetres terra endins.                                                                                | Esfondrament d'algunes construccions sòlides i destrucció total d'estructures febles. Erosió de les zones costaneres amb inundacions severes que poden penetrar alguns quilòmetres terra endins.                                                                                |
| Categoria | Exemple d'huracans  | Huracà Charley – Huracà Hugo – Huracà Iris– Huracà Ike | Huracà Charley – Huracà Hugo – Huracà Iris– Huracà Ike | Huracà Charley – Huracà Hugo – Huracà Iris– Huracà Ike | Huracà Charley – Huracà Hugo – Huracà Iris– Huracà Ike |
| Categoria | Vents sostinguts    | ≥70 m/s | ≥250 km/h | ≥136 nusos | ≥156 mph |
| Categoria | Alçada de la mar    | ≥5.5 m | ≥5.5 m | ≥19 ft | ≥19 ft |
| Categoria | Pressió atmosfèrica | <920 hPa | <920 hPa | <920 hPa | <920 hPa |
| Categoria | Danys potencials    | Devastació total. Destrucció de pràcticament totes les estructures. Estralls gravíssims en les zones agrícoles. Inundacions severes que en zones properes al mar poden arribar al nivell de les teulades dels edificis. Evacuació massiva dels residents a les zones afectades. | Devastació total. Destrucció de pràcticament totes les estructures. Estralls gravíssims en les zones agrícoles. Inundacions severes que en zones properes al mar poden arribar al nivell de les teulades dels edificis. Evacuació massiva dels residents a les zones afectades. | Devastació total. Destrucció de pràcticament totes les estructures. Estralls gravíssims en les zones agrícoles. Inundacions severes que en zones properes al mar poden arribar al nivell de les teulades dels edificis. Evacuació massiva dels residents a les zones afectades. | Devastació total. Destrucció de pràcticament totes les estructures. Estralls gravíssims en les zones agrícoles. Inundacions severes que en zones properes al mar poden arribar al nivell de les teulades dels edificis. Evacuació massiva dels residents a les zones afectades. |
| Categoria | Exemple d'huracans  | Huracà Camille – Huracà Gilbert – Huracà Andrew – Huracà Katrina | Huracà Camille – Huracà Gilbert – Huracà Andrew – Huracà Katrina | Huracà Camille – Huracà Gilbert – Huracà Andrew – Huracà Katrina | Huracà Camille – Huracà Gilbert – Huracà Andrew – Huracà Katrina |

## Història
L'escala va ser desenvolupada en 1969 per l'enginyer civil Herbert Saffir i el meteoròleg Robert "Bob" Simpson, qui en aquest moment era director del Centre Nacional d'Huracans (NHC). L'escala es va presentar al públic en general el 1973 i va tenir un ús generalitzat després que Neil Frank reemplacés Simpson al capdavant de l'NHC el 1974.
L'escala inicial va ser desenvolupada per Herbert Saffir, un enginyer estructural, que el 1969 va ser encarregat de les Nacions Unides per estudiar habitatges de baix cost en àrees propenses a huracans. Mentre feia l'estudi, Saffir es va adonar que no hi havia una escala simple per descriure els efectes probables d'un huracà. Reflectint la utilitat de l'escala de magnitud de Richter per descriure terratrèmols, va idear una escala d'1 a 5 basada en la velocitat del vent que mostrava el mal esperat a les estructures. Saffir va donar l'escala a l'NHC i Simpson va afegir els efectes de la maror ciclònica i les inundacions.
El 2009, l'NHC va prendre mesures per eliminar els rangs de pressió i maror ciclònic de les categories, transformant-la en una escala de vent pur, anomenada Escala de vent d'huracà Saffir-Simpson (Experimental) [SSHWS].
La nova escala va entrar en funcionament el 15 de maig del 2010. L'escala exclou rangs d'inundacions, estimacions de maror ciclònic, precipitacions i ubicació, cosa que significa que un huracà de categoria 2 que colpeja una ciutat important probablement causarà molt més dany acumulatiu que un huracà de categoria 5 que colpeja una zona rural. L'agència va citar diversos huracans com a raons per eliminar la informació "científicament inexacta", inclosos l'huracà Katrina (2005) i l'huracà Ike (2008), que van tenir marejades ciclòniques més fortes del que estimat, i l'huracà Charley (2004), que va tenir marees de tempesta més febles del que estimat. Des que es va eliminar de l'escala de vents d'huracà Saffir-Simpson, la predicció i el modelatge de maror ciclònic ara es manegen amb l'ús de models numèrics computats com ADCIRC i SLOSH.
El 2012, l'NHC va ampliar el rang de velocitat del vent per a la Categoria 4 en 1 mph en ambdues direccions, a 130-156 mph, amb els canvis corresponents en les altres unitats (113-136 kn, 209-251 km/h), en lloc de 131–155 mph (114–135 nusos, 210–249 km/h). L'NHC i el Centre d'Huracans del Pacífic Central assignen intensitats de ciclons tropicals en increments de 5 nusos i després les converteixen a mph i km/h amb un arrodoniment similar per a altres informes. Per tant, una intensitat de 115 nusos està classificada en la categoria 4, però la conversió a milles per hora (132,3 mph) s'arrodoniria a 130 mph, la qual cosa la faria semblar una tempesta de categoria 3. Així mateix, una intensitat de 135 kn (~155 mph i, per tant, Categoria 4) és 250,02 km/h, que, segons la definició utilitzada abans del canvi seria Categoria 5. Per resoldre aquests problemes, el NHC s'havia vist obligat a incorrectament reportar tempestes amb velocitats de vent de 115 km a 135 km i 135 km a 245 km/h. El canvi en la definició permet que les tempestes de 115 kN s'arrodoneixin correctament a 130 mph i que les tempestes de 135 kN s'informin correctament com a 250 km/h, i així i tot qualificar com a Categoria 4 havia arrodonit incorrectament prèviament per mantenir les tempestes a la Categoria 4 en cada unitat de mesura, el canvi no afecta la classificació de tempestes d'anys anteriors.
La nova escala va entrar en funcionament el 15 de maig del 2012.